# Edmund Nied
Edmund Nied (* 27. März 1889 in Boxberg; † 27. März 1939 in Gerichtstetten) war ein deutscher katholischer Priester und Namenforscher.

## Jugend, Studium und Kriegsdienst
Der Sohn eines Schreinermeisters in Boxberg, dessen Mutter aus Gerichtstetten stammte, wuchs in bescheidenen Verhältnissen auf. Der damalige Ortspfarrer von Boxberg förderte die Begabung des Jungen, der dann in Tauberbischofsheim 1910 das Abitur ablegte. Danach nahm er das Studium der Philosophie an der Universität Freiburg auf, wo er bald das Fach wechselte und Katholische Theologie studierte. Am 30. Juni 1915 wurde Nied in St. Peter zum Priester geweiht und diente anschließend als Sanitätssoldat und Lazarettgeistlicher im deutschen Heer. Im November 1918 wurde er schwerbeschädigt entlassen.

## Berufliche Laufbahn
Seine erste Anstellung hatte Nied in St. Blasien, wo er Hausgeistlicher war. 1920 bekam er dann eine Stelle als Vikar in Grombach und wurde danach Präfekt im Gymnasialkonvikt in Rastatt. 1921 schließlich wurde er angestellter Sekretär beim Erzbischöflichen Ordinariat in Freiburg, wo er auch wieder das Studium an der Universität aufnahm. 1923 wurde Nied mit einer Dissertation zum Thema „Heiligenverehrung und Namensgebung“ zum Dr. phil. promoviert. 1927 folgte das philologische Staatsexamen, bei dem er das Thema „Glauben und Wissen nach Thomas von Aquin“ bearbeitete. 1928 erhielt er eine Referendariatsstelle für das Lehramt in Tauberbischofsheim und Rastatt und war danach von 1929 bis 1931 Studienprofessor in Tauberbischofsheim und danach in Donaueschingen. 1939 wurde Nied aus gesundheitlichen Gründen pensioniert und siedelte von der Baar in seine fränkische Heimat nach Gerichtstetten über.

## Forschung
Bereits seine Abiturrede 1910 mit dem Thema „Die deutschen Familiennamen“ weist das wissenschaftliche Interesse, das Nied sein Leben lang beschäftigte. Seiner Dissertation 1924 folgten zunächst zahlreiche Veröffentlichungen in der Tagespresse zur Namenkunde und im selben Jahr das Familiennamenbuch für Freiburg, Karlsruhe und Mannheim. Bei dieser Arbeit stand die Deutung der Namen im Vordergrund.
Nied, der enge Kontakte mit dem in Freiburg wirkenden Ernst Ochs hatte, der das Badische Wörterbuch bearbeitete, erkannte bald, dass die Namenforschung im alemannischen Teil des Landes durch mehrere Forscher wie Wilhelm Tobler-Meyer, Alfred Götze oder Adolf Socin umsichtig bearbeitet worden waren, für das fränkische Nordbaden jedoch keine ernsthaften Forschungen zu den Familiennamen unternommen worden waren. Als Ergebnis der Bearbeitung der Namen dieser Landschaft erschien 1933 die Arbeit „Fränkische Familiennamen“, nachdem bereits zuvor wieder in Zeitungen wie den „Heimatklängen des Tauber- und Frankenboten“ Serien von Aufsätzen erschienen waren.
Nied hat die Namenforschung nach einer von ihm entwickelten Systematik betrieben, bei der er im Wesentlichen vier Hauptgruppen der Namen bildete, die er wie folgt benannte:
- vererbte Taufnamen
- Heimatnamen
- Eigenschafts- und Übernamen sowie
- Namen für Amt, Stand und Beruf.

Diese Hauptgruppen hat er in zahlreiche Untergruppen gegliedert.
Neben der Familiennamenkunde widmete er sich auch den Flurnamen seiner Heimatstadt Boxberg mit Umgebung, die entsprechenden Veröffentlichungen dazu sind 1935 und 1936 erschienen.
Weitere Arbeiten waren die „Südwestdeutschen Familiennamen“ (1936 erschienen), und die „Familiennamen der Baar und Umgebung“ die 733 Ortsnamen und 4000 wissenschaftlich gedeutete Personennamen umfassten.